# Eurytela angulata
Eurytela angulata är en fjärilsart som beskrevs av Aurivillius. Eurytela angulata ingår i släktet Eurytela och familjen praktfjärilar. Inga underarter finns listade i Catalogue of Life.